# Jessica Williams
Jessica Williams (Los Angeles, 31 de julho de 1989) é uma atriz e comediante norte-americana, que atualmente é uma correspondente sênior em The Daily Show.

## Primeiros anos de vida
Jessica Renee Williams nasceu e foi criada em Los Angeles, Califórnia. Frequentou o Nathaniel Narbonne High School onde ela floresceu no departamento de teatro da escola. Williams fez sua estreia na televisão na série Just for Kicks, em 2006 e, em 2012, ela se tornou a mais nova correspondente do The Daily Show. Ela frequentou a Universidade Estadual da Califórnia, Long Beach.

## Carreira
Williams fez sua estreia no The Daily Show em 11 de janeiro de 2012. Williams é uma performer frequente no Upright Citizens Brigade Theatre, em Los Angeles. Williams também fez aparições na terceira temporada da série de televisão Girls, da HBO. Ela atualmente reside em Brooklyn, Nova Iorque.